# Dolores Recordings
Dolores Recordings es una compañía discográfica sueca, fundada en 1991 por Ismail Samie donde laboraba inicialmente en Telegram Studios, en donde nació la discográfica. Ha pasado por varias distribuidoras la discográfica y diversas empresas matrices.
El sonido de la discográfica principalmente se enfoca en tener artistas de Suecia, más englobados en el rock, indie pop y el indie rock.
En mayo de 2021, Dolores Recordings actualmente es propiedad de Round Hill Music.

## Algunos artistas de la discográfica
- Caesars
- Deportees
- Dungen
- I'm from Barcelona
- Slagsmålsklubben
- Teddybears